# 丸の内TOEI
丸の内TOEI（まるのうちとうえい）は、東京都中央区で東映が所有していた映画館。

## 概要
東映の現本社（東映会館）が竣工した1960年9月20日に丸の内東映、丸の内東映パラス（洋画封切館、1989年に丸の内シャンゼリゼへと改称）として開館。2004年10月に現在の館名に改称。2スクリーンを備えていた。
東映会館が開館してから60年以上経ち、老朽化していることから2025年夏頃を目処に再開発を開始、これに伴い同年7月27日に丸の内TOEI（1）で上映された『動乱 第1部 海峡を渡る愛 / 第2部 雪降り止まず』と、丸の内TOEI（2）で上映された『ONE PIECE FILM RED』をもって本劇場を閉館した。
本劇場の閉館により東映は、2022年12月4日をもって閉館した渋谷TOEIとともに同社直営の映画館が消滅した。それに伴い、本劇場の運営を担っていた同社部署の「映画興行部」を2025年8月1日付で廃止し、同日以降の映画興行については同社子会社のティ・ジョイ（新宿バルト9、T・ジョイ横浜など）に引き継がれた。
また、本劇場が入居していた東映会館内の東映の本社機能は同年7月22日に中央区京橋2丁目の京橋エドグランに移転した。その一方で東映会館の跡地は、東映グループ中長期VISION「TOEI NEW WAVE 2033」内のプロジェクト施策の1つとして、ホテル・店舗を中心とした商業施設に転換する再開発を実施し、2029年頃にかけて完成予定となっている。なお、映画館の新設も検討されたが、立地条件などから見送られている。

## 各館の特徴

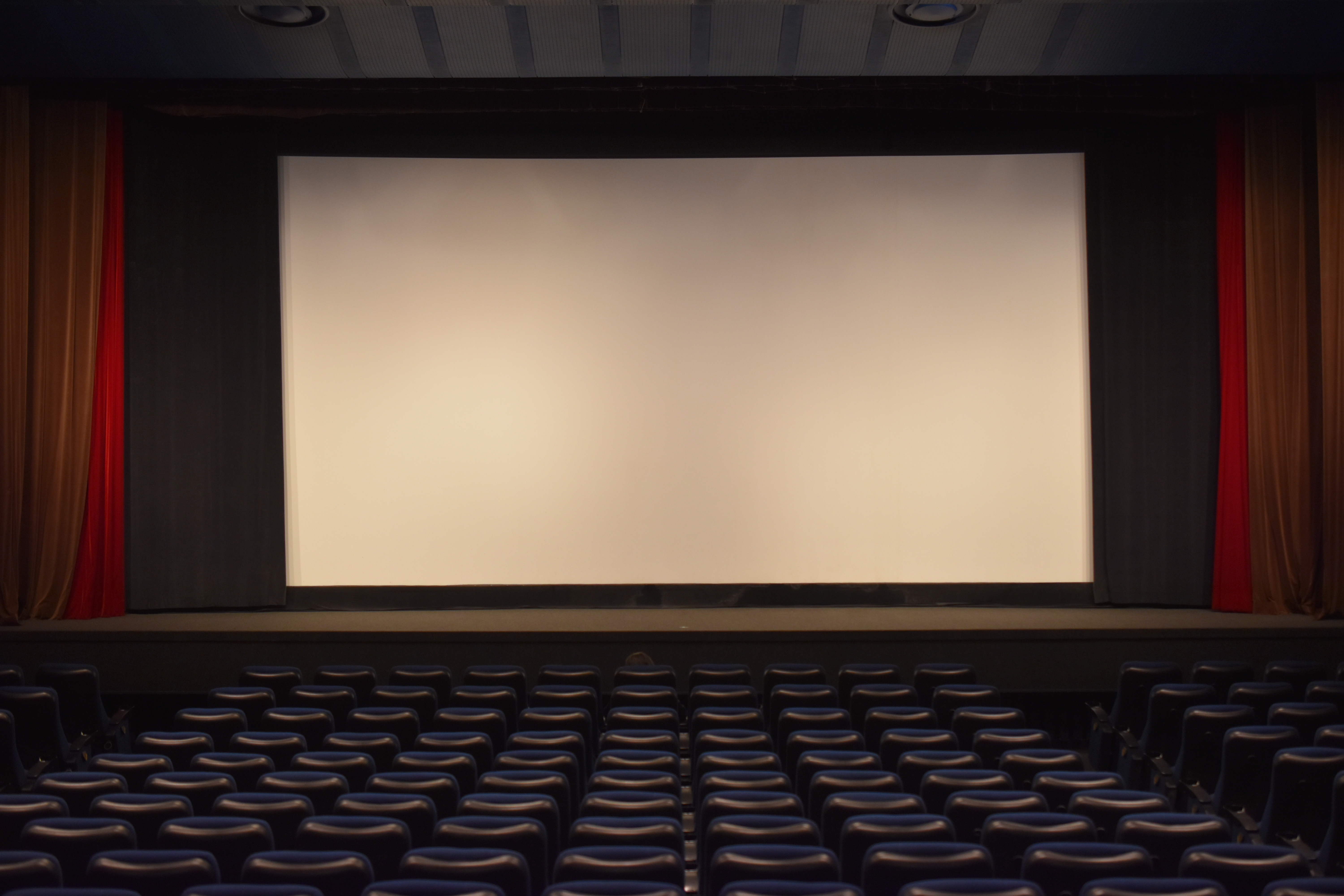
丸の内TOEI②のスクリーン

### 丸の内TOEI①
定員511人。東映本体の大作作品が主に上映されていた。東映系チェーンのチェーンマスター。

### 丸の内TOEI②
定員360人。東映系のチェーンマスターの一つであり、東映ビデオ、ティ・ジョイといった東映グループにおける中小配給部門の作品や、ムーブオーバーの作品も上映した。元々は丸の内東映パラスとして欧米のドキュメンタリーを含めたエロ・グロ作品を中心とする展開であったが、1972年に東映洋画が設立されると洋画系のチェーンマスターになった。その後1989年3月11日に「丸の内シャンゼリゼ」へと名称を変更し上映作品の路線を変更、以降はミニシアター的な洋画が中心で末期には邦画作品も上映していた時期があった。また渋谷東急チェーンの映画作品も上映していた。

## システム
2009年2月7日より、全席指定・定員入替制を導入した。このため、1階のチケット売場で購入できる前売券・株主券などのチケットは、当日券（日時指定券）に引き換えてから入場するシステムとなった。
また、2019年よりインターネットでチケットが購入できるシステムが導入された。
隣接するマロニエゲート銀座2地下フロアにオーケー銀座店が2023年11月に開店してからは、同店で購入した飲食物の持ち込みが可能となっていた。